# برگ چغندر
برگ چغندر برگ چند رقم کشاورزی از چغندرها است که به‌صورت یک سبزی برگی مورد استفادهٔ خوراکی قرار می‌گیرد. این برگ‌ها دارای دمبرگ‌های بلند هستند و ممکن است سبز یا قرمز رنگ باشند. چغندر، مانند سایر سبزیجات برگ‌سبز، دارای برگ‌های بسیار مغذی است که آن را به یک جزء محبوب در رژیم‌های غذایی سالم تبدیل کرده‌است. این برگ‌ها برای قرن‌ها در آشپزی مورد استفاده قرار گرفته‌اند. چغندر تازه را می‌توان به‌صورت خام در سالادها، سوپ‌ها یا املت استفاده کرد. برگ‌های خام چغندر کمی تلخ هستند و معمولاً به‌صورت آب‌پز یا تفت‌داده‌شده مصرف می‌شوند. تلخی برگ‌ها با پختن از بین می‌رود.

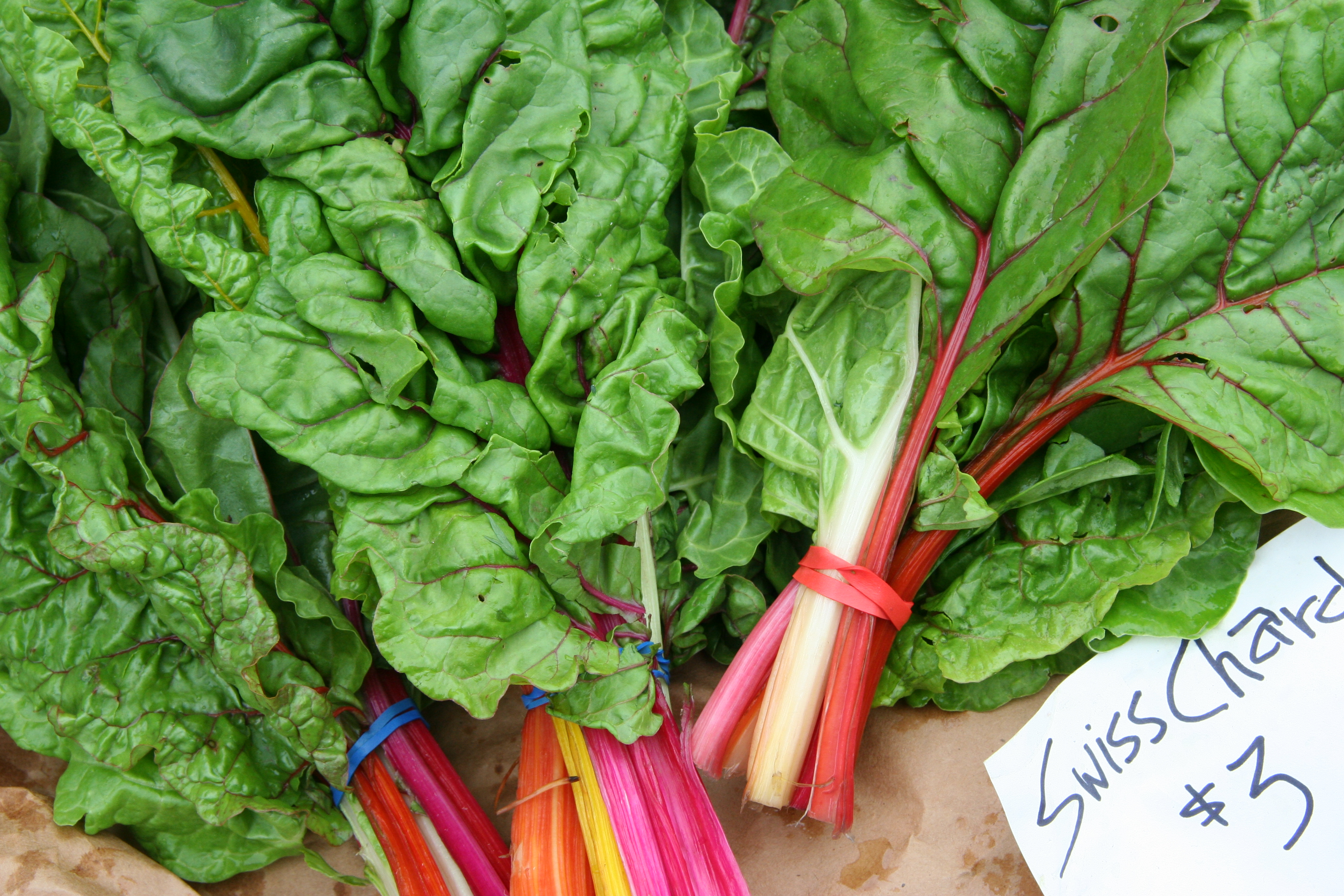
برگ چغندر سوئیسی آمادهٔ فروش در یک فروشگاه